# 出雲国造神賀詞
出雲国造神賀詞（いずものくにのみやつこのかんよごと）は、新任の出雲国造が天皇に対して奏上する寿詞。

## 概要
出雲国造は都の太政官の庁舎で任命が行われる。任命者は直ちに出雲国に戻って1年間の潔斎に入り、その後国司・出雲大社祝部とともに改めて都に入り、吉日を選んで天皇の前で奏上したのが神賀詞である。六国史などによれば、霊亀2年（716年）から天長10年（833年）までの間に15回確認できる。その性格としては服属儀礼とみる見方と復奏儀礼とする見方がある。
『延喜式』にその文章が記述され、『貞観儀式』に儀式の内容が記されているが、前者の文章は8世紀中期以後の内容であると推定されている。内容は天穂日命以来の祖先神の活躍と歴代国造の天皇への忠誠の歴史とともに、明つ御神と表現される天皇への献上物の差出と長寿を祈願する言葉が述べられている。